# Barberà del Vallès (kommun)
Barberà del Vallès är en kommun i Spanien.   Den ligger i provinsen Província de Barcelona och regionen Katalonien, i den östra delen av landet, 500 km öster om huvudstaden Madrid. Antalet invånare är 32 436. Arean är 8,3 kvadratkilometer. Barberà del Vallès gränsar till Badia del Vallès, Montcada i Reixac, Sabadell, Santa Perpètua de Mogoda, Ripollet och Cerdanyola del Vallès. 
Terrängen i Barberà del Vallès är platt.